# خوزه بوهر
خوزه بوهر (آلمانی: José Bohr; ۳ سپتامبر ۱۹۰۱ – ۲۹ مهٔ ۱۹۹۴)، کارگردان فیلم، تهیه‌کننده، هنرپیشه و فیلم‌نامه‌نویس اهل شیلی بود. او ۳۵ فیلم را بین ۱۹۱۹ و ۱۹۶۹ میلادی در مکزیک، ایالات متحده آمریکا، شیلی و آرژانتین کارگردانی کرد.